# Anne Belin
Pour les articles homonymes, voir Belin.
Anne Belin est une poète française.

## Biographie
Née le 11 juin 1961 à Carpentras, Anne Belin est agrégée de lettres classiques.
Elle enseigne à Montpellier puis à Nîmes.

## Orientations
Marqué par une écriture heurtée, son recueil À distance des corps (2010) montre pour Antoine Emaz que « la simplicité n'exclut pas la profondeur ».
En 2018, Tram-epropose « quatre méditations » ; James Sacré, qui croit y déceler le sème de la « déchirure », voit là l'« affirmation de la continuité [...] d'une vie d'écriture dans sa forte présence ».

## Ouvrages
- Le Psaltérion à dix cordes, Bourg-la-Reine, Mille et un jours, 1997 (BNF 36186188).
- T.V. : série, Chaillé-sous-les-Ormeaux, Le Dé bleu, 2003  (ISBN 2-84031-162-3).
- À distance des corps, Nancy, La Dragonne, 2010  (ISBN 978-2-913465-67-1).
- Tram-e, Paris, Tituli, 2018  (ISBN 978-2-37365-113-3).
- Les Précipités, Tituli, 2022  (ISBN 978-2-37365-155-3).

## Prix
- Prix Étienne-de-la-Boétie de la ville de Bourg-la-Reine 1997[6].
- Prix de poésie de la ville d'Angers 2003[7].